# Ee'MALL
ee'MALL fue un sistema de compra de canciones para algunos videojuegos arcade de Konami. Los jugadores solían utilizarlo para comprar canciones, opciones de juego, desbloqueos, y otras cosas más para diversos juegos. Ee'MALL utilizó el sistema de e-AMUSEMENT para poder realizar las compras. Mientras que el primer ee'MALL solo proporcionaba nuevas canciones para pop'n music, su sucesor también proporcionaba canciones para GuitarFreaks & Drummania. Al jugar cualquier arcade que tenga como Add-on a ee'MALL, el jugador acumulaba puntos y/o funciones y los podía utilizar en este para conseguir personajes ocultos, canciones ocultas o stages. Mientras que en arcade se necesitaban adquirir las canciones usando puntos para comprar, las versiones para PlayStation 2 tenían agregadas algunas cuantas canciones en el juego, de tal manera que debían ser desbloqueadas, disponibles desde pop'n music 9 CS hasta Pop'n music CARNIVAL CS.
Poco después de que el servicio de ee'MALL terminase, las primeras canciones del primer ee'MALL estuvieron disponibles en pop'n music FEVER!, tanto AC como CS, mientras que en ee'MALL 2nd avenue, las canciones escritas para pop'n music estuvieron disponibles en pop'n music ADVENTURE, y las canciones para GuitarFreaks & DrumMania fueron añadidos a GuitarFreaks V2 & DrumMania V2.
En octubre de 2006, salió a la venta el álbum Ee'Mall & ee'Mall 2nd avenue Soundtrack, la cual contiene todas las canciones que salieron en ambos arcades.

## Juegos compatibles con ee'MALL
| ee'MALL                        | ee'MALL                                                            |
| Título                         | Contenido                                                          |
| ------------------------------ | ------------------------------------------------------------------ |
| Pop'n music (9-11)             | Puntos, canciones y personajes.                                    |
| Pop'n music (12-13)            | Puntos acumulativos y canciones (solamente en ee'MALL 2nd avenue). |
| GUITARFREAKS (8th-V2)          | Puntos acumulativos y canciones (solamente en ee'MALL 2nd avenue). |
| drummania (7th-V2)             | Puntos acumulativos.                                               |
| 麻雀格闘倶楽部 (1-4)           | Puntos acumulativos.                                               |
| beatmania IIDX (9th-12)        | Puntos acumulativos.                                               |
| クイズマジックアカデミー (1,2) | Puntos acumulativos.                                               |
| dogstation Deluxe              | Puntos acumulativos.                                               |
| Winning Eleven AGS (2003)      | Puntos acumulativos.                                               |
| WARTRAN TROOPERS               | Puntos acumulativos.                                               |
| BATTLE CLIMAXX!                | Puntos acumulativos.                                               |
| 出撃!戦国革命                  | Puntos acumulativos.                                               |

## Lista de canciones
La siguiente tabla muestra las canciones existentes en el juego:

## ee'MALL
Nota: La información de las canciones está basado en el mismo ee'MALL y no en pop'n music 14 FEVER!, por lo tanto los datos pueden ser muy diferentes a lo que eran.
| Nombre                           | Género            | Artista                             | Personaje       | BPM             |                 |
| Beatmania songs                  | Beatmania songs   | Beatmania songs                     | Beatmania songs | Beatmania songs | Beatmania songs |
| -------------------------------- | ----------------- | ----------------------------------- | --------------- | --------------- | --------------- |
| SURGE LINE                       | GUITAR POP        | positive MA                         | José            | 118             |                 |
| What is Love?                    | HOUSE             | TOMOSUKE                            | Dia             | 130             |                 |
| perfect sunrise                  | PSYCHEDELIC       | MIRAK feat. Brian Smith             | Prince M        | 124             |                 |
| Cappuccino bossa                 | BOSSA NOVA        | HASHED BOX                          | RIE♥chan        | 174             |                 |
| rock the beatz                   | MIXTURE           | ASLETICS                            | MZD             | 100-122         |                 |
| Jack and Mark Get Busy!          | UK GARAGE         | Distant Soundz Feat. MC Image       | MZD             | 134             |                 |
| COREDESAT                        | MIXTURAL          | Des-ROW                             | MZD             | 158-165         |                 |
| Feel The Light                   | NU JAZZ           | TOMOSUKE                            | Nina            | 130             |                 |
| HEALEN                           | 2STEP             | positive MA                         | tourmaline      | 133             |                 |
| 7000 Questions                   | HIPHOP            | アルファ                            | Yunta           | 112             |                 |
| WATCHINGOUT                      | MODS              | DJ NAGUREO                          | May             | 114             |                 |
| S.F.M                            | MELODIC CORE      | KC hospital                         | PIERRE&JILL     | 100-200         |                 |
| STEEL CAGE                       | GRAIND CORE       | Des-ROW                             | FAT BOY         | 125             |                 |
| BE LOVIN                         | HAPPY HARDCORE    | D-crew                              | ASPARA-SEIJIN   | 185             |                 |
| Beatmania IIDX songs             |                   |                                     |                 |                 |                 |
| OVER THE CLOUDS                  | HOUSE             | Lala Moore                          | nana            | 120-128         |                 |
| DIAMOND JEALOUSY                 | CYBER ROCK        | AKIRA YAMAOKA                       | Cyber           | 190             |                 |
| Colors                           | TRANCE            | dj TAKA                             | TRAN            | 150             |                 |
| I'm In Love Again                | SPEED GARAGE      | dj TAKA                             | Jessica         | 134             |                 |
| memories                         | BEAT ROCK         | dj TAKA                             | TRAN            | 187             |                 |
| Beatmania III songs              |                   |                                     |                 |                 |                 |
| Stay with me                     | GARAGE HOUSE      | DJ nagureo feat. Robbie Danzie      | Mary            | 126             |                 |
| Badboy flygirl                   | HIPHOP            | U.M.E.D.Y                           | Mary            | 105             |                 |
| Dance Dance Revolution song      |                   |                                     |                 |                 |                 |
| BRE∀K DOWN!                      | GIRLS ROCK        | BeForU                              | Bis子           | 190             |                 |
| Dance Maniax song                |                   |                                     |                 |                 |                 |
| AFRONOVA PRIMEVAL                | TRIBAL            | 8bit                                | UNBABO          | 200             |                 |
| ee'MALL songs                    |                   |                                     |                 |                 |                 |
| ラスネール                       | HIPHOP            | mur.mur.kurotoh                     | Smile           | 110             |                 |
| ペパーミントは私の敵             | COLLEGE POP       | 常盤ゆう                            | risette         | 162-170         |                 |
| Entrance                         | Urban Blues       | ナヤ～ン with 樽木栄一郎            | Teruo           | 132             |                 |
| 1/6 billionth                    | HYPER J-POP 3     | TËЯRA                               | JUDY            | 145             |                 |
| I really love you so             | JAZZY DRUM'N'BASS | SLAKE feat. MIKA                    | May             | 165             |                 |
| 花見で一杯                       | SWING KAYO        | 亜熱帯マジSKA爆弾 feat. MAKI        | Murasaki        | 96-208          |                 |
| CLOUD                            | Jazz Waltz        | WORLD SEQUENCE                      | Kevin           | 180             |                 |
| Moonlight Prayer                 | beat punk         | Sana                                | Donna           | 159             |                 |
| Craze for You                    | ジャパメタ        | TAKA feat. 百太郎                   | W.B.ROSE        | 166-333         |                 |
| Nick Boys                        | E-RAP             | NICK BOYS                           | UNCLE Jam       | 109             |                 |
| lime-light                       | MELO PUNK 2       | Des-ROW+2                           | Ryuta           | 180             |                 |
| 説                               | GABHOP            | Des-ROW・組                         | Nyami           | 170             |                 |
| GUITARFREAKS & drummania songs   |                   |                                     |                 |                 |                 |
| jet coaster☆girl                 | JET COASTER       | TOMOSUKE feat. Three Berry Icecream | YURI*chan       | 177             |                 |
| BALALAIKA, CARRIED WITH THE WIND | RUSSIA POP        | Julie ann Frost                     | KRAFT           | 134             |                 |
| VOIDDD                           | MIXTURE           | Des-ROW feat. Kevin Vecchione       | FAT BOY         | 135             |                 |
| Happy Man                        | GUITAR PUNK       | Mutsuhiko Izumi                     | Mr.B.BONE       | 180             |                 |
| スイマーズ                       | SKA ROCK          | 亜熱帯マジSKA爆弾 feat. MAKI        | Honey           | 160             |                 |
| The Least 100sec                 | PROGRESSIVE       | Sasaki Hirofumi                     | Edward          | 200-263         |                 |
| CHOCOLATE PHILOSOPHY             | MERRY-GO-ROUND    | 常盤ゆう                            | RIE♥chan        | 220             |                 |
| 三毛猫ロック                     | BRASS ROCK        | 亜熱帯マジSKA爆弾                   | hone nyami      | 246-250         |                 |
| そっと。                         | PUNK              | 鈴木愛                              | Nyami           | 290             |                 |
| IMPLANTATION                     | GOA TRANCE        | TOMOSUKE                            | NaN             | 145             |                 |
| KEYBOARDMANIA songs              |                   |                                     |                 |                 |                 |
| AKUMAJO DRACULA MEDLEY           | K-Classics        | 矩形波倶楽部                        | Yuli            | 102-142         |                 |
| Shake!                           | 50'S              | Bunmei                              | the KING        | 175             |                 |

## ee'MALL 2nd avenue
Nota: La información de las canciones está basado en el mismo ee'MALL 2nd avenue y no en pop'n music 15 ADVENTURE ni en GuitarFreaks V2 & DrumMania V2, y por lo tanto, los datos pueden ser muy diferentes a lo que eran.

### ee'MALL 2nd avenue - pop'n music
| Nombre                              | Género             | Artista                             | Personaje        | Tempo          |                |
| from beatmania                      | from beatmania     | from beatmania                      | from beatmania   | from beatmania | from beatmania |
| ----------------------------------- | ------------------ | ----------------------------------- | ---------------- | -------------- | -------------- |
| ZANZIBAR                            | TRIBAL             | Delaware                            | BAMBOO           | 125 Bpm        |                |
| LINN 1999                           | HARENTI TECHNO     | dj nagureo                          | KINOKO BOY       | 136 Bpm        |                |
| papayapa bossa                      | BOSSA GROOVE       | staccato two-J                      | SANAE♥chan       | 143 Bpm        |                |
| Turning the motor over              | LATIN SKA          | Delaware feat. Jeff Coote           | Antonio          | 178 Bpm        |                |
| HAPPY HARDCORE                      | LOVE D RIVE        | D-crew                              | DTO              | 190 Bpm        |                |
| from beatmania IIDX                 |                    |                                     |                  |                |                |
| airflow                             | INSTRUMENTAL       | Mr.T                                | Poet             | 70 - 148 Bpm   |                |
| LOVE IS ORANGE                      | HARD CHANSON       | Orange Lounge                       | Tart&Toffee      | 180 Bpm        |                |
| rottel-da-sun                       | ROTTERDAM TECHNO   | sampling masters MEGA               | Machuchu         | 199 Bpm        |                |
| REINCARNATION                       | TRANCE             | dj TAKA                             | TRAN             | 145 Bpm        |                |
| from beatmania III                  |                    |                                     |                  |                |                |
| Twin Bee~Generation X~              | EUROBEAT           | FinalOffset                         | RUPA             | 168 - 177 Bpm  |                |
| feeling of love                     | HOUSE              | youhei shimizu                      | Mary             | 136 Bpm        |                |
| from Dance Dance Revolution         |                    |                                     |                  |                |                |
| END OF THE CENTURY                  | DANCE SPEED        | No.9                                | HAMANOV          | 171 Bpm        |                |
| Sw eet Sweet ♥ Magic                | HAPPY HARDCORE     | jun                                 | LuLu             | 180 Bpm        |                |
| 祭 JAPAN                            | MATSURI            | RE-VENGE                            | Pop'n All? Stars | 180 Bpm        |                |
| from Dance Maniax                   |                    |                                     |                  |                |                |
| KISS KISS KISS                      | HYPER EUROBEAT     | NAOKI feat. SHANTI                  | Elle             | 150 Bpm        |                |
| from ee'MALL 2nd avenue             |                    |                                     |                  |                |                |
| autumn G                            | 秋                 | HASHED BOX                          | Green            | 86 Bpm         |                |
| fantasy suitcase                    | dream pop          | Mr.T                                | DiNO             | 112 Bpm        |                |
| Pinky Nick                          | E-RAP 2            | NICK BOYS                           | KRAFT?           | 169 - 189 Bpm  |                |
| さんぽのうた                        | A.I.KIDS           | V.C.O.+ALT                          | Alt              | 135 Bpm        |                |
| 空言の海                            | RUIN               | 音々                                | Kagome           | 92 Bpm         |                |
| ALONE                               | J-R&B              | dj nagureo                          | MISAKI           | 108 Bpm        |                |
| 純勉夏                              | ションボリ         | ションボリくらぶ feat. ジェットさん | Ryuta            | 206 Bpm        |                |
| brave!                              | HYPER J-ROCK       | TЁЯRA                               | LISA             | 180 Bpm        |                |
| バリバリブギ ～涙のフルーツポンチ～ | ツッパリ           | Hedel Bendel                        | Bronson          | 175 Bpm        |                |
| Custom-made Girl -NOT FOR SALE!-    | BOSSA GOGO         | Togo project feat. Sana             | Sanday           | 202 Bpm        |                |
| mind                                | ボーイズポップ     | Atsu & 祖師ヶ谷トップブリーダーズ   | Reo★kun          | 146 Bpm        |                |
| 悪アガキ                            | 昭和初期歌謡       | 亜熱帯マジ-SKA爆弾 feat.MAKI        | MEBAE            | 200 Bpm        |                |
| 洟・月・奇蹟                        | JV-ROCK            | PLATINUM-EDEN                       | Yuli             | 170 Bpm        |                |
| old"O"                              | EXPERIMENTRAP      | mur.mur.kurotoh                     | JACK             | 185 Bpm        |                |
| Romance                             | J-ROCK             | Rockミ★TAKA with 明星&三上          | ロミ夫           | 206 Bpm        |                |
| from GuitarFreaks & DrumMania       |                    |                                     |                  |                |                |
| Waza                                | crossover          | Jimmy Weckl                         | FOXY             | 130 Bpm        |                |
| Sweet Illusion                      | Sweet pop          | vivi (from iyiyim)                  | Candy            | 98 - 114 Bpm   |                |
| チカラ                              | GIRLS ROCK EXTREME | BeForU                              | Bis子            | 185 Bpm        |                |
| 子供の落書き帳                      | PROGRE             | 佐々木博史                          | Edward           | 280 Bpm        |                |
| Destiny lovers                      | J-POP              | くにたけみゆき                      | JUDY             | 170 Bpm        |                |
| 月光蝶                              | ビジュアル         | あさき                              | Mimi             | 109 - 218 Bpm  |                |
| from KEYBOARDMANIA                  |                    |                                     |                  |                |                |
| Henry Henry                         | Cathedral          | Bunmei                              | MeMe             | 90 - 203 Bpm   |                |
| MR.C.C                              | DETUNE             | N.R.B.                              | USAO-kun         | 200 Bpm        |                |
| NEW CENTURY GENERATION              | SPARK              | MAGIC PROJECT                       | Timer            | 131 Bpm        |                |
| from MAMBO A GO GO                  |                    |                                     |                  |                |                |
| LA BRISE D'ETE                      | BOSSA LOUNGE       | Orange Lounge                       | BELLE            | 100 Bpm        |                |

### ee'MALL 2nd avenue - GuitarFreaks & DrumMania
| Nombre                              | Artista                             | Bpm                     |                         |                         |                         |
| from ee'MALL 2nd avenue             | from ee'MALL 2nd avenue             | from ee'MALL 2nd avenue | from ee'MALL 2nd avenue | from ee'MALL 2nd avenue | from ee'MALL 2nd avenue |
| ----------------------------------- | ----------------------------------- | ----------------------- | ----------------------- | ----------------------- | ----------------------- |
| Aithon                              | Kozo Nakamura                       | 126 Bpm                 |                         |                         |                         |
| A SHOOTING STAR                     | 古川もとあき                        | 140 Bpm                 |                         |                         |                         |
| brave!                              | TËЯRA                               | 180 Bpm                 |                         |                         |                         |
| バリバリブギ ～涙のフルーツポンチ～ | Hedel Bendel                        | 175 Bpm                 |                         |                         |                         |
| ちょっと                            | vivi (from iyiyim)                  | 78 Bpm                  |                         |                         |                         |
| 大好きだよ                          | KUMIKO                              | 106 Bpm                 |                         |                         |                         |
| 洟・月・奇蹟                        | PLATINUM-EDEN                       | 170 Bpm                 |                         |                         |                         |
| 純勉夏                              | ションボリくらぶ feat. ジェットさん | 206 Bpm                 |                         |                         |                         |
| 空言の海                            | 音々                                | 92 Bpm                  |                         |                         |                         |
| 螺子之人                            | あさき                              | 170 Bpm                 |                         |                         |                         |
| 悪アガキ                            | 亜熱帯マジ-SKA爆弾 feat.MAKI        | 200 Bpm                 |                         |                         |                         |
| MAMBO A GO GO                       |                                     |                         |                         |                         |                         |
| Dance the Night Away                | MANNY MENDEZ                        | 125 Bpm                 |                         |                         |                         |
| Lover's High                        | APHs                                | 130 Bpm                 |                         |                         |                         |
| Wall Street down-sizer              | Thomas Howard Lichtenstein          | 160 Bpm                 |                         |                         |                         |
| pop'n music 8                       |                                     |                         |                         |                         |                         |
| Marigold                            | SHORTCUTS                           | 165 Bpm                 |                         |                         |                         |
| beatmania IIDX 8th style            |                                     |                         |                         |                         |                         |
| memories                            | TAKA                                | 188 Bpm                 |                         |                         |                         |
| beatmania 7thMIX                    |                                     |                         |                         |                         |                         |
| S.F.M                               | KC hospital                         | 100-200 Bpm             |                         |                         |                         |
| from ee'MALL                        |                                     |                         |                         |                         |                         |
| ペパーミントは私の敵                | 常盤ゆう                            | 162-170 Bpm             |                         |                         |                         |